# Persone di cognome Jackson/Cestisti
| Questa pagina contiene informazioni ricavate automaticamente dalle voci biografiche con l'ausilio del template Bio e di un bot. L'aggiornamento è periodico e automatico e ricostruisce completamente la pagina. Se manca una persona in questa lista, sei pregato di non aggiungerla, ma accertati piuttosto che la sua voce biografica contenga il template Bio e che i dati anagrafici siano correttamente compilati. Se il template Bio manca, inseriscilo tu stesso o, in alternativa, metti l'avviso {{tmp\|Bio}} che ne segnala la mancanza. Se i dati riportati sono sbagliati, correggi direttamente la voce biografica; le modifiche saranno visibili in questa lista entro pochi giorni. Per chiarimenti vedi il progetto antroponimi. La lista contiene solo le 58 persone che sono citate nell'enciclopedia e per le quali è stato implementato correttamente il template Bio. Pagina aggiornata al 23 giu 2025. |

Questa è una lista di persone presenti nell'enciclopedia che hanno il cognome Jackson e sono cestisti.

## A(4)
- Al Jackson, ex cestista statunitense (Cleveland, n. 1943)
- Tony Jackson, cestista statunitense (Brooklyn, n. 1942 - Brooklyn, † 2005)
- Tony Jackson, ex cestista statunitense (Lexington, n. 1958)
- Aaron Jackson, ex cestista statunitense (Hartford, n. 1986)

## B(3)
- Brian Jackson, ex cestista statunitense (Los Angeles, n. 1959)
- Bobby Jackson, ex cestista e allenatore di pallacanestro statunitense (East Spencer, n. 1973)
- Brian Jackson, ex cestista statunitense (Knappa, n. 1980)

## C(3)
- Cameron Jackson, cestista statunitense (Winchester, n. 1996)
- Cedric Jackson, ex cestista statunitense (Alamogordo, n. 1986)
- Charles Jackson, cestista statunitense (Sacramento, n. 1993)

## D(6)
- David Jackson, cestista statunitense (Memphis, n. 1986)
- Darnell Jackson, ex cestista e allenatore di pallacanestro statunitense (Oklahoma City, n. 1985)
- Darryl Jackson, cestista statunitense (La Valletta, n. 1985)
- DeWayne Jackson, cestista statunitense (Washington, n. 1990)
- Derrick Jackson, ex cestista statunitense (Wheaton, n. 1956)
- Donovan Jackson, cestista statunitense (Milwaukee, n. 1996)

## E(1)
- Edwin Jackson, cestista francese (Pau, n. 1989)

## F(2)
- Altron Jackson, ex cestista statunitense (Sarasota, n. 1980)
- Frank Jackson, cestista statunitense (Washington, n. 1998)

## G(1)
- Greg Jackson, cestista statunitense (Brooklyn, n. 1952 - Brooklyn, † 2012)

## I(2)
- Inman Jackson, cestista statunitense (Chicago, n. 1907 - Chicago, † 1973)
- Isaiah Jackson, cestista statunitense (Pontiac, n. 2002)

## J(9)
- Jim Jackson, ex cestista statunitense (Toledo, n. 1970)
- Joe Jackson, ex cestista statunitense (Memphis, n. 1992)
- Josh Jackson, cestista statunitense (San Diego, n. 1997)
- Justin Jackson, cestista statunitense (Houston, n. 1995)
- Justin Jackson, cestista canadese (Toronto, n. 1997)
- Justin Jackson, cestista statunitense (Cocoa Beach, n. 1990)
- Jaren Jackson, ex cestista e allenatore di pallacanestro statunitense (New Orleans, n. 1967)
- Jarrius Jackson, ex cestista statunitense (Monroe, n. 1985)
- Jermaine Jackson, ex cestista e allenatore di pallacanestro statunitense (Detroit, n. 1976)

## L(4)
- Lucious Jackson, cestista statunitense (San Marcos, n. 1941 - Houston, † 2022)
- Lakeem Jackson, cestista statunitense (Charlotte, n. 1990)
- Loren Jackson, cestista statunitense (Chicago, n. 1996)
- Luke Jackson, ex cestista e allenatore di pallacanestro statunitense (Eugene, n. 1981)

## M(7)
- Leroy Jackson, ex cestista panamense (Colón, n. 1968)
- Michael Jackson, ex cestista statunitense (Fairfax, n. 1964)
- Mike Jackson, ex cestista statunitense (Washington, n. 1949)
- Mannie Jackson, ex cestista e imprenditore statunitense (Scott City, n. 1939)
- Marc Jackson, ex cestista statunitense (Filadelfia, n. 1975)
- Mark Jackson, ex cestista e allenatore di pallacanestro statunitense (Brooklyn, n. 1965)
- Myron Jackson, ex cestista statunitense (Hamburg, n. 1964)

## P(1)
- Pierre Jackson, cestista statunitense (Las Vegas, n. 1991)

## Q(1)
- Quenton Jackson, cestista statunitense (Los Angeles, n. 1998)

## R(4)
- Reggie Jackson, cestista statunitense (Pordenone, n. 1990)
- Reggie Jackson, ex cestista statunitense (Baker, n. 1973)
- Rick Jackson, cestista statunitense (Filadelfia, n. 1989)
- Randell Jackson, ex cestista statunitense (Boston, n. 1976)

## S(5)
- Skeeter Jackson, ex cestista statunitense (Monroe, n. 1957)
- Stu Jackson, ex cestista, allenatore di pallacanestro e dirigente sportivo statunitense (Reading, n. 1955)
- Stanley Jackson, ex cestista statunitense (Tuskegee, n. 1970)
- Stefon Jackson, ex cestista statunitense (Filadelfia, n. 1985)
- Stephen Jackson, ex cestista statunitense (Port Arthur, n. 1978)

## T(2)
- Thomas Jackson, ex cestista e allenatore di pallacanestro statunitense (East Lansing, n. 1980)
- Tracy Jackson, ex cestista statunitense (Rockville, n. 1959)

## W(2)
- Bill Jackson, cestista irlandese (Roscommon, n. 1918 - Athlone, † 1985)
- Wardell Jackson, ex cestista statunitense (Yazoo City, n. 1951)

## Z(1)
- Zach Jackson, cestista statunitense (Wichita, n. 1997)